# Ahmad Shah Massoud
Ahmad Shah Massoud (em persa: احمد شاه مسعود) (Bazarak, c. 2 de setembro de 1953 — Takhar, 9 de setembro de 2001) foi um líder militar e político afegão. Ele foi um poderoso comandante de guerrilha durante o movimento de resistência contra a ocupação soviética de 1979 a 1989. Na década de 1990, ele liderou a ala militar do governo contra milícias rivais; após o Talibã assumir o poder em 1996, ele liderou a resistência armada contra o novo regime até o seu assassinato em 2001.
Massoud era um muçulmano sunita de etnia tadjique, cujas origens remontam ao Vale de Panjshir no norte do Afeganistão. Ele começou a estudar na Universidade Politécnica de Cabul nos anos 70, onde se envolveu com movimentos religiosos anticomunistas em torno de Burhanuddin Rabbani, um importante pensador islâmico. Ele participou de uma revolta fracassada contra o governo de Mohammed Daoud Khan. Ele mais tarde se juntou ao movimento Jamiat-e Islami ("Sociedade Islâmica"), de Rabbani. Durante a Guerra Soviético-Afegã, seu papel como poderoso líder insurgente dos mujahideen afegãos rendeu-lhe o apelido "Leão de Panjshir" (شیر پنجشیر) entre seus seguidores, onde ele resistiu com sucesso aos soviéticos, os impedindo de tomar o vale de Panjshir. Em 1992, ele assinou o Acordo de Peshawar, um acordo de paz e compartilhamento de poder no período pós-comunista do Estado Islâmico do Afeganistão. Ele foi apontado como Ministro da Defesa, além de ser o líder militar do governo. Sua milícia lutou para manter Cabul contra os fundamentalistas liderados por Gulbuddin Hekmatyar e outros senhores da guerra que ameaçavam a cidade. A partir de 1995, seu foco se voltou contra o grupo Talibã, que em janeiro daquele ano havia cercado a capital, numa batalha que matou cerca de 60.000 civis.
Após o Talibã tomar o poder em 1996, Massoud, que rejeitava a visão extremista religiosa deles, voltou à oposição armada até que foi forçado a fugir para Kulob, no Tajiquistão, destruindo antes o estrategicamente importante túnel Salang enquanto se dirigia para o norte. Ele acabou se tornando o líder militar e político da Frente Islâmica Unida para a Salvação do Afeganistão (a "Aliança do Norte"), que no ano 2000 controlava diretamente um pouco menos de 10% do país. Em 2001, ele visitou a Europa e pediu para líders da União Europeia para pressionar o Paquistão para parar de apoiar os talibãs. Ele também pediu ajuda humanitária para combater as péssimas condições de vida do povo afegão sob o Talibã. Massoud acabou sendo morto em um atentado suicida promovido pela al-Qaeda e os talibãs, em 9 de setembro de 2001. Dois dias mais tarde, os Atentados de 11 de Setembro aconteceram nos Estados Unidos, que levou a OTAN a invadir o Afeganistão, se aliando as forças de Massoud. A Aliança do Norte acabou vencendo a guerra de dois meses em dezembro de 2001, retirando o Talibã do poder.
Massoud foi postumamente nomeado como "Herói Nacional" por ordem do Presidente Hamid Karzai após os talibãs terem sido afastados do poder. A data da morte de Massoud (9 de setembro), é um feriado nacional chamado de "Dia Massoud". Seus seguidores o chamavam de Amer Sāhib-e Shahīd (آمر صاحب شهید), que pode ser traduzido como "(nosso) comandante martirizado". Massoud foi descrito como um dos maiores líderes guerrilheiros do século XX. Ele já foi comparado a Josip Broz Tito, Ho Chi Minh e Che Guevara nesse aspecto, particularmente porque ele conseguiu defender repetidamente sua região natal de Panjshir tanto dos soviéticos quanto do Talibã. Seu irmão mais novo, Ahmad Zia Massoud, serviu como primeiro vice-presidente do Afeganistão, de 2004 a 2009, e seu filho, Ahmad Massoud, atualmente também é um líder guerrilheiro contra a volta do Talibã no Afeganistão.